# Мара (річка)

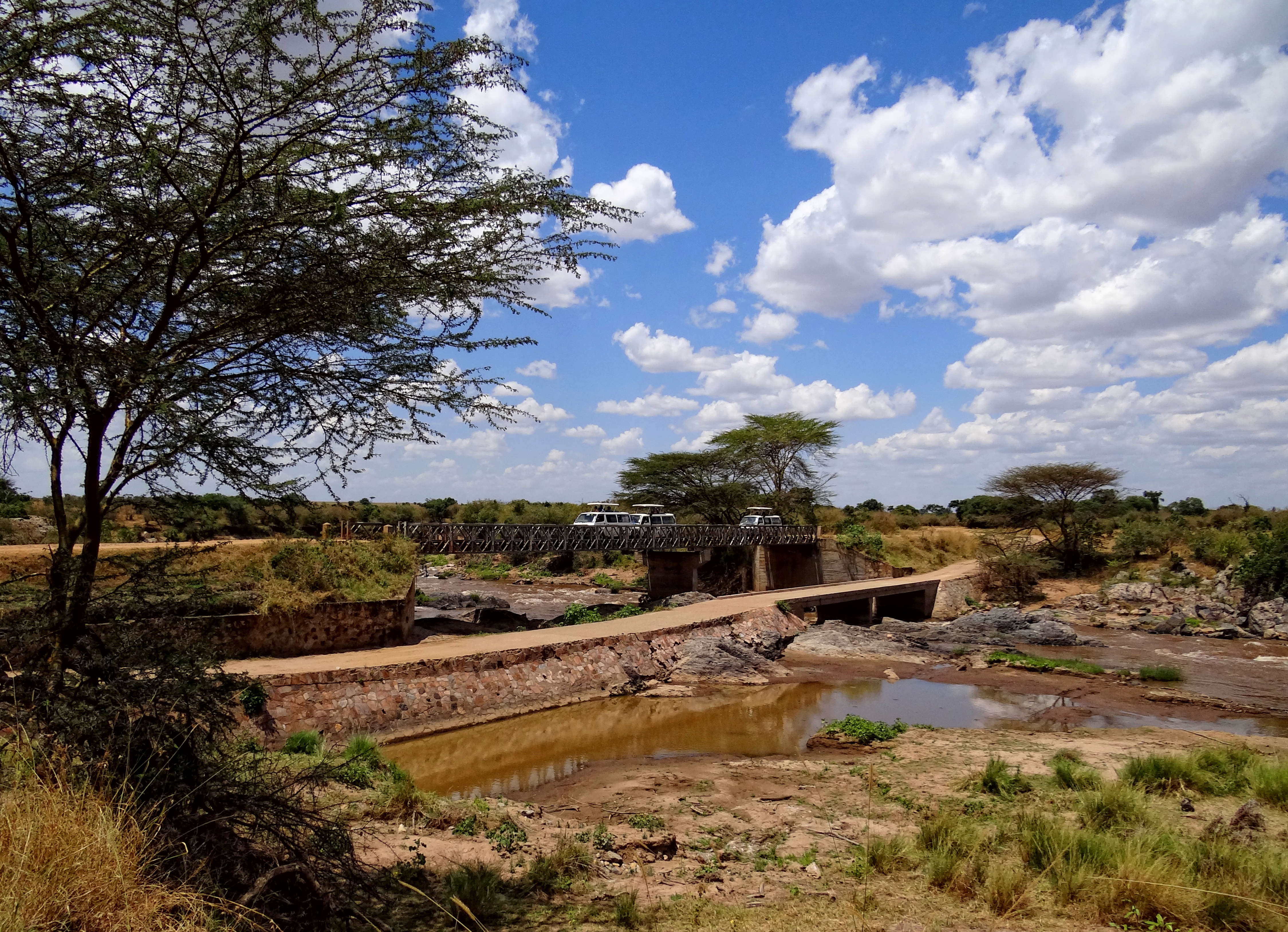
Мости на кордоні Кенії та Танзанії

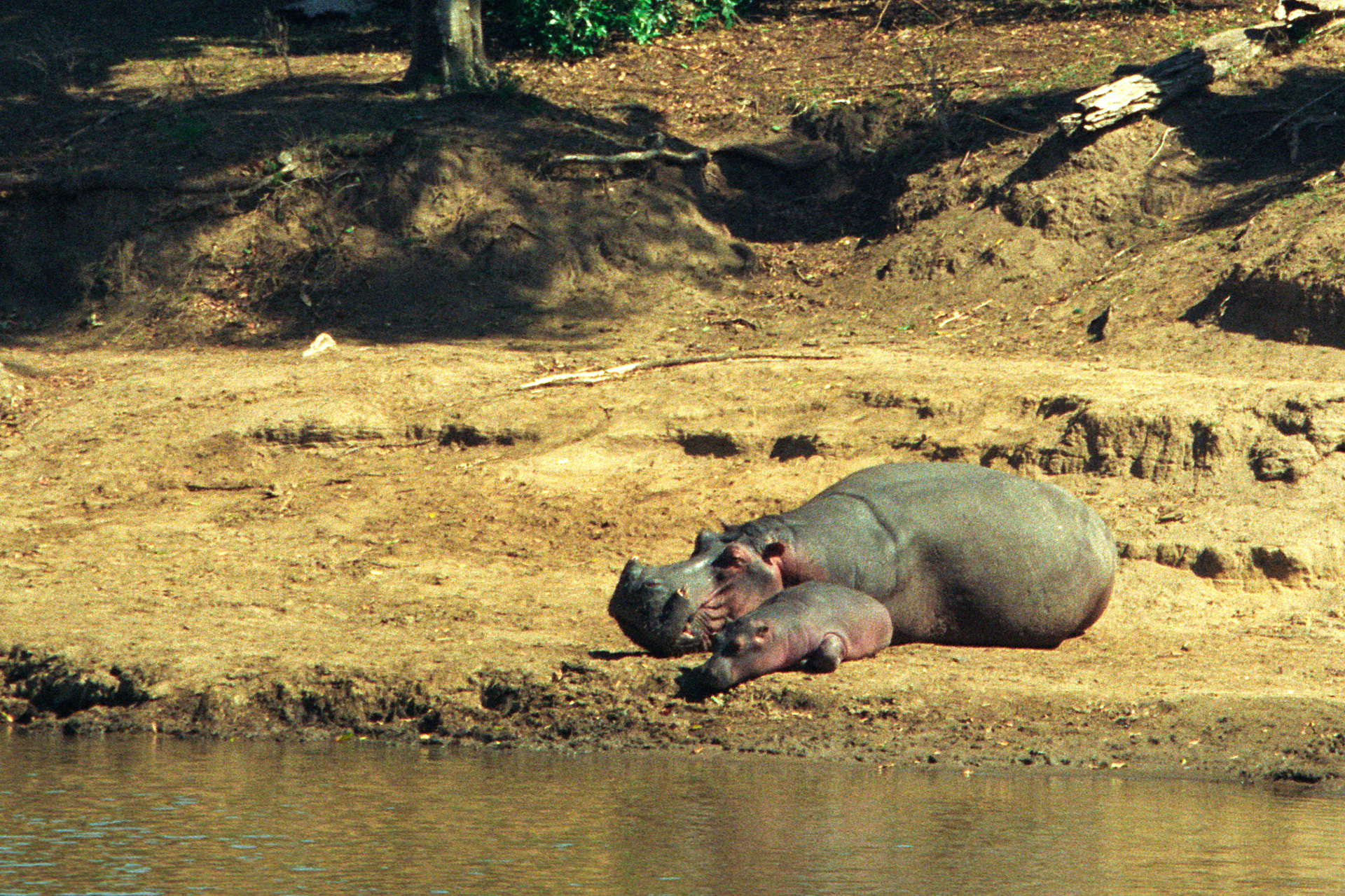
Бегемот з дитинчам, річка Мара, Кенія

Мара (англ. Mara River) — річка в районі Мари в Кенії та Танзанії і лежить на шляху міграції унгулятів з національного парку Масаї Мара.

## Сточище річки
Сточище річки Мара охоплює площу в 13 504 км², з яких близько 65 % знаходиться в Кенії та 35 % у Танзанії. З джерел у Кенійському нагір'ї річка протікає приблизно на 395 км і походить від Мау-Ескарпинга і протікає до озера Вікторія. Сточище можна грубо розділити на чотири землекористування та/або адміністративні одиниці.

## Регіони Мари

### Мау-Ескаріпмен
Річка Мара бере свій початок з болота Напайяпі (2932 м), головними багатовіковими притоками якого є Амала та Нянгор, які витікають із західного Мау-Ескарпмена. Ця частина басейну підтримує, крім лісів, як дрібне сільське господарство (менше 10 акрів), так і середні господарства (часто чайні плантації до 40 акрів).

### Кенійські пасовища
У цьому районі річки Амала і Нянгор відтікають з Мау-Ескарпинга і сходяться, утворюючи Мару. Річка далі проникає через відкриті пасовища савани, які в основному керуються групами маасайських ранчо і використовуються як пасовища для худоби та для малого та великого сільського господарства (більше 40 акрів). У цьому районі також розташовані басейни чотирьох важливих приток Мари (річки Талек, Енгаре, Сенд та Ендіто) разом з деякими районами високогір'я, такими як гори Лоіта.

### Заповідники
Врешті-решт річка впадає у всесвітньо відомому національному заповіднику Масай-Мара, де вона зливається з трьома з чотирьох згаданих приток. На кенійсько-танзанійському кордоні річка впадає в національний парк Серенгеті, до якої приєднається четверта велика притока: річка Сенд (або Лонгаянієт). У цих парках дикої природи діяльність людини обмежується переглядом дикої природи.

### Мара у Танзанії
Відразу після того, як річка Мара виходить з заповідника Інкоронго (який межує з Національним парком Серенгеті), вона різко переміщується на північ. У місці, де річка виливається в південно-західному напрямку, головний канал втрачається в різних потоках, які живлять водно-болотні угіддя вниз за течією Мари. Ці потоки та водно-болотні угіддя тривають приблизно на 70 км нижче за течією. У цій частині басейну велика кількість людей та худоби, а основне землекористування — це маломасштабне натуральне сільське господарство. Басейн річки Мара — це один з десяти дренажних басейнів, що проникають у озеро Вікторія, і тому функціонально та екологічно пов'язаний з соціально-економічною діяльністю в озері Вікторія та вздовж річки Ніл.

## Висоти і діапазони

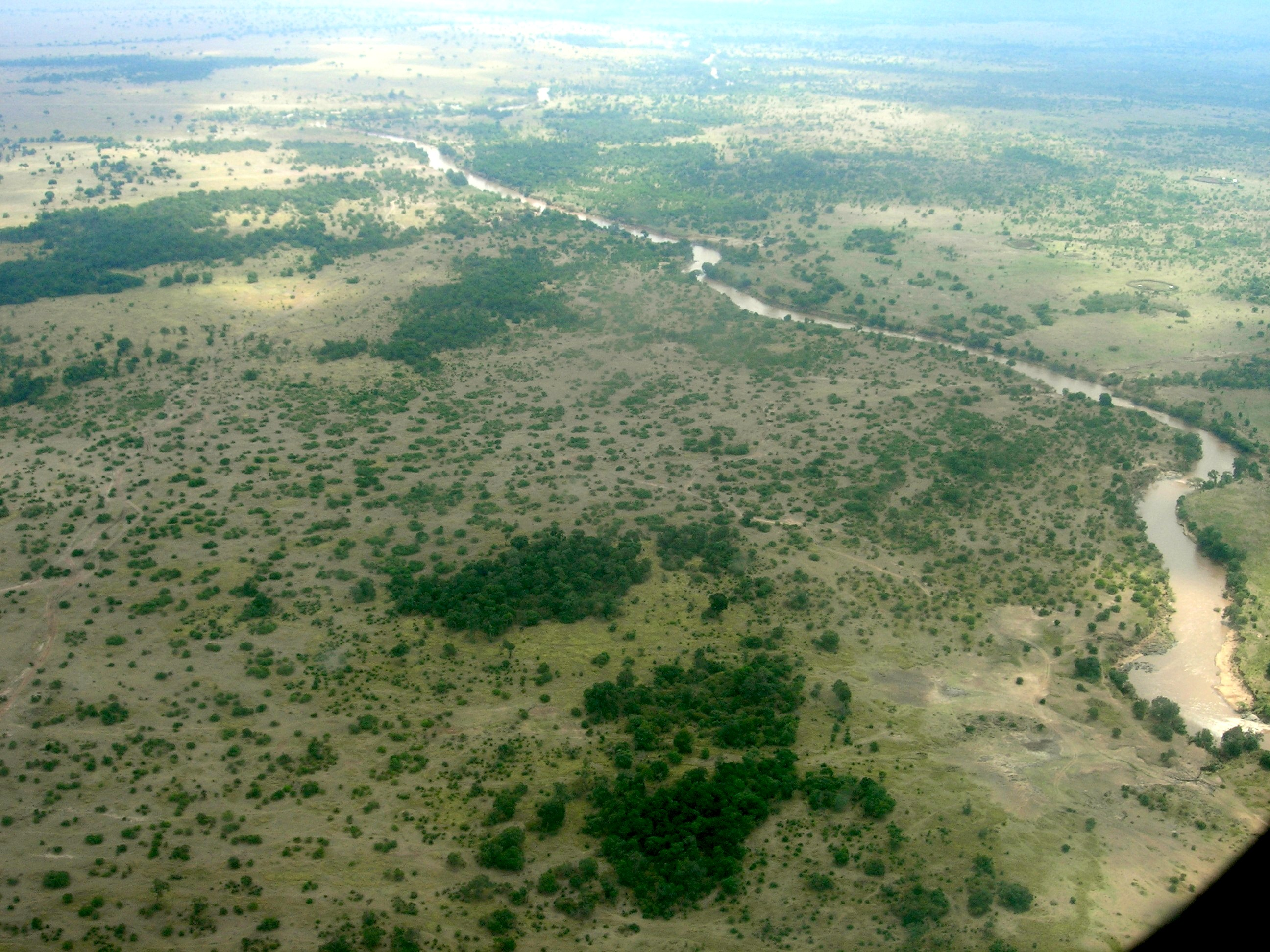
Панорама річки в Кенії

Висота води в басейні коливається від 2932 м навколо джерел у Мау-Ескаріпмент до 1134 м навколо озера Вікторія. Кількість опадів змінюється залежно від цих висот. Найбільша кількість опадів отримує Мау-Ескаріпмент, середня річна кількість опадів — від 1000 до 1750 мм. Транскордонні середні савани-пасовища отримують в середньому від 900 до 1000 мм, а кенійські пагорби Луїта та околиці навколо озера Вікторія — лише близько 700 і 850 мм дощів на рік. Цей регіон також відомий своєю варіабельністю опадів у часі, що означає, що в різних областях всі отримують змінні кількості опадів протягом року. Сезон опадів є двомодальним — довгі дощі починаються з середини березня по червень з піком у квітні, а короткі — у вересні-грудні.

## Вплив на природу
Річка є життєво важливим джерелом випасання худоби в резерві. Хоча протягом сухого сезону воно часто може з'явитись неглибоким, також Мара може розбухатись удвічі порівняно з нормальним розміром після сильних опадів. Це може створити пороги в річці, що може призвести до нестачі їжі для хижаків, які не можуть перетинати річку для полювання.
У період з 1950-х по 2006 рік сезонні обсяги води в Марі суттєво змінилися в тому сенсі, що в потоці річки стали вищі піки та заглибилися мілини. Ця динаміка пов'язана з змінами в землекористуванні в районі водозбірного басейну: зменшення рослин коло водойми призводить до швидшого стікання дощової води. Швидкі коливання рівнів води в озері Вікторія минулого століття біля гирла річки у Танзанії ще більше додали проблем, пов'язаних з річкою Мара. Отже, повені стали більш поширеними, і значні частини водно-болотних угідь танзанійської Мари стали більш постійними, а не тимчасовими водно-болотями.
01°30′50″ пд. ш. 33°55′56″ сх. д. / 1.51389° пд. ш. 33.93222° сх. д.